# 332-я штурмовая авиационная дивизия
332-я штурмовая авиационная Витебская Краснознамённая дивизия (332-я шад) — соединение Военно-Воздушных сил (ВВС) Вооружённых Сил РККА штурмовой авиации, принимавшее участие в боевых действиях Великой Отечественной войны.

## Наименования дивизии

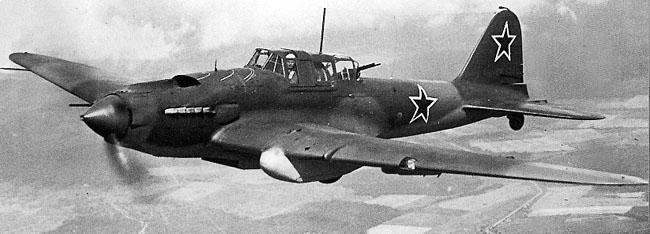
Ил-2

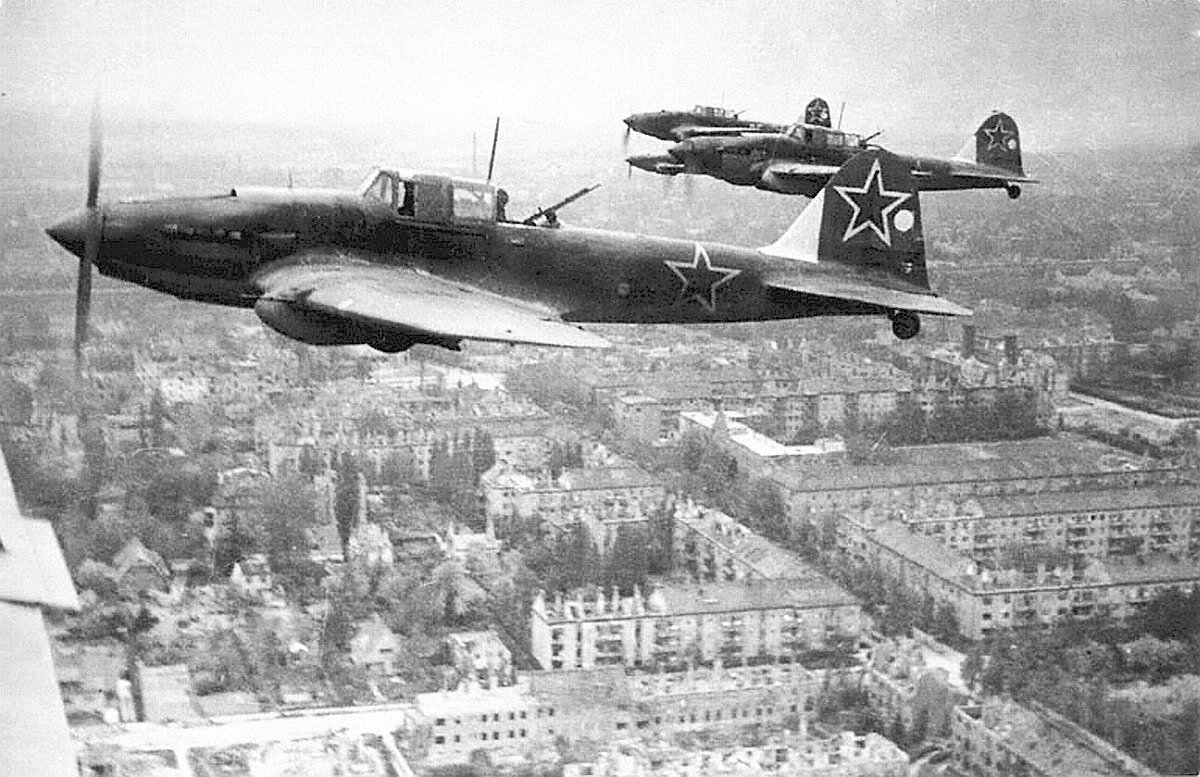
Звено Ил-2 м над Берлином в 1945 году

- 332-я бомбардировочная авиационная дивизия;
- 332-я штурмовая авиационная дивизия;
- 332-я штурмовая авиационная Витебская дивизия;
- 332-я штурмовая авиационная Витебская Краснознамённая дивизия;
- Полевая почта 19049.

## История и боевой путь дивизии
332-я штурмовая авиационная дивизия сформирована Приказом НКО СССР 23 ноября 1943 года переформированием 332-й бомбардировочной авиационной дивизии ВВС Московского военного округа.
После формирования дивизия перебазировалась в состав 3-й воздушной армии 1-го Прибалтийского фронта. С 9 июня 1944 года дивизия приступила к боевым действиям в Белорусской наступательной операции. За успешное выполнение заданий командования при прорыве обороны противника на витебском направлении дивизии и 811-му полку присвоены почётные наименования «Витебские».
В период с 4 по 15 января 1945 года дивизия в полном составе перебазирована в состав 4-й воздушной армии 2-го Белорусского фронта. В её составе участвовала в Восточно-Прусской, Восточно-Померанской и Берлинской наступательных операциях. За образцовое выполнение заданий командования в боях с немецкими захватчиками при овладении городом и крепостью Гданьск (Данциг) и проявленные при этом доблесть и мужество Указом Президиума Верховного Совета СССР от 17 мая 1945 года дивизия награждена орденом Красного Знамени. 
В составе действующей армии дивизия находилась с 16 июня 1944 года по 9 мая 1945 года.
В марте 1946 года в связи с послевоенным сокращением Вооруженных Сил 332-я штурмовая авиационная Витебская Краснознамённая дивизия была расформирована в составе 4-го штурмового авиационного корпуса 4-й воздушной армии Северной группы войск.

## Командир дивизии
| Звание                  | Имя                        | Период                  | Примечание       |
| ----------------------- | -------------------------- | ----------------------- | ---------------- |
| Подполковник, Полковник | Савченко Павел Афанасьевич | 23.11.1943 — 07.04.1944 | умер в госпитале |
| Полковник               | Тихомиров Михаил Иванович  | 05.05.1944 — 01.04.1946 |                  |

## В составе объединений
| Дата          | Фронт (округ)            | Армия                           | Корпус                           | Примечания |
| ------------- | ------------------------ | ------------------------------- | -------------------------------- | ---------- |
| 23.11.1943 г. | Московский военный округ | ВВС Московского военного округа | -                                | -          |
| 09.06.1944 г. | 1-й Прибалтийский фронт  | 3-я воздушная армия             | -                                | -          |
| 04.01.1945 г. | 2-й Белорусский фронт    | 4-я воздушная армия             | -                                | -          |
| 09.05.1945 г. | 2-й Белорусский фронт    | 4-я воздушная армия             | -                                | -          |
| 29.05.1945 г. | Северная группа войск    | 4-я воздушная армия             | -                                | -          |
| 10.06.1945 г. | Северная группа войск    | 4-я воздушная армия             | 4-й штурмовой авиационный корпус | -          |
| 01.04.1946 г. | Северная группа войск    | 4-я воздушная армия             | 4-й штурмовой авиационный корпус | -          |

## Части и отдельные подразделения дивизии
За весь период своего существования боевой состав дивизии не претерпевал изменения:
| Период                  | Наименование                     | Вооружение                |
| ----------------------- | -------------------------------- | ------------------------- |
| 01.12.1943 — 31.03.1946 | 593-й штурмовой авиационный полк | Ил-2                      |
| 01.03.1944 — 31.12.1945 | 594-й штурмовой авиационный полк | Ил-2, передан в 196-ю шад |
| 01.12.1943 — 31.03.1946 | 811-й штурмовой авиационный полк | Ил-2                      |

### Боевой состав на 9 мая 1945 года
| Наименование                     | Вооружение              |
| -------------------------------- | ----------------------- |
| 593-й штурмовой авиационный полк | Ил-2, Анклам (Германия) |
| 594-й штурмовой авиационный полк | Ил-2, Анклам (Германия) |
| 811-й штурмовой авиационный полк | Ил-2, Анклам (Германия) |

## Участие в операциях и битвах
- Белорусская операция[1] — с 23 июня 1944 года по 29 августа 1944 года.
  - Витебско-Оршанская операция — с 23 июня 1944 года.
  - Минская операция — с 29 июня 1944 года по 4 июля 1944 года.
  - Полоцкая наступательная операция — с 29 июня 1944 года по 4 июля 1944 года.
  - Шяуляйская операция — с 5 июля 1944 года по 31 июля 1944 года.
- Прибалтийская операция — с 14 сентября 1944 года по 24 ноября 1944 года.
  - Рижская операция — с 14 сентября 1944 года по 22 октября 1944 года.
  - Мемельская операция — с 5 октября 1944 года по 22 октября 1944 года.
- Восточно-Прусская операция[1] — с 13 января 1945 года по 25 апреля 1945 года.
  - Млавско-Эльбингская операция — с 14 января 1945 года по 26 января 1945 года.
- Восточно-Померанская операция[1] — с 10 февраля 1945 года по 4 апреля 1945 года.
- Берлинская наступательная операция[1] — с 16 апреля 1945 года по 8 мая 1945 года.

## Почётные наименования
- 332-й штурмовой авиационной дивизии за успешное выполнение заданий командования при прорыве обороны противника на витебском направлении присвоено почётное наименование «Витебская»[5].
- 811-му штурмовому авиационному полку за успешное выполнение заданий командования при прорыве обороны противника на витебском направлении присвоено почётное наименование «Витебский»[5].
- 593-му штурмовому авиационному полку за отличие в боях при овладении городом и крепостью Модлин (Новогеоргиевск) — важными узлами коммуникаций и опорными пунктами обороны немцев присвоено почётное наименование «Новогеоргиевский»[6].
- 594-му штурмовому авиационному полку за отличие в боях при овладении городом и военно-морской базой Гдыня — важной военно-морской базой и крупным портом на Балтийском море присвоено почётное наименование «Гдыньский»[7].

## Награды

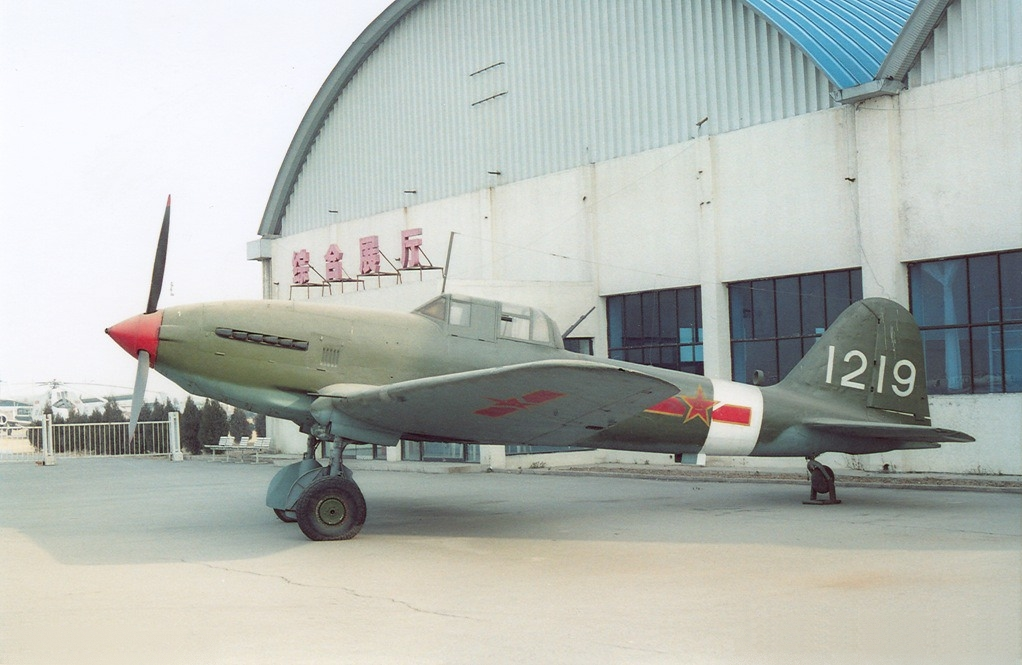
Ил-10 в музее Китая

- 332-я штурмовая авиационная Витебская дивизия за образцовое выполнение заданий командования в боях с немецкими захватчиками при овладении городом и крепостью Гданьск (Данциг) и проявленные при этом доблесть и мужество Указом Президиума Верховного Совета СССР от 17 мая 1945 года награждена орденом Красного Знамени[8].
- 593-й штурмовой авиационный Новогеоргиевский полк за образцовое выполнение зада ний командования в боях с немецкими захватчиками при овладении городами Тчев (Диршау), Вейхарово (Нойштадт), Пуцк (Путциг) и проявленные при этом доблесть и мужество Указом Президиума Верховного Совета СССР от 26 апреля 1945 года награждён орденом Красного Знамени[8].
- 594-й штурмовой авиационный Гдыньский полк за образцовое выполнение заданий командования в боях с немецкими захватчиками при овладении городами Пренцлау, Ангермюнде — важными опорными пунктами обороны немцев в Западной Померании и проявленные при этом доблесть и мужество Указом Президиума Верховного Совета СССР от 4 июня 1945 года награждён орденом Суворова III степени[8].
- 811-й штурмовой авиационный Витебский полк Указом Президиума Верховного Совета СССР награждён орденом Суворова III степени.

## Благодарности Верховного Главнокомандующего
Воинам дивизии объявлены благодарности Верховного Главнокомандующего:
- За прорыв сильной, глубоко эшелонированной обороны Витебского укрепленного района немцев[9].
- За отличие в боях при овладении штурмом города Пшасныш (Прасныш), городом и крепостью Модлин (Новогеоргиевск) — важными узлами коммуникаций и опорными пунктами обороны немцев, а также при занятии с боями более 1000 других населенных пунктов[10].
- За отличие в боях при овладении городом и крепостью Грудзёндз (Грауденц) — мощным узлом обороны немцев на нижнем течении реки Висла[11].
- За отличие в боях при овладении городами Гнев (Меве) и Старогард (Прейсиш Старгард) — важными опорными пунктами обороны немцев на подступах к Данцигу[12].
- За отличие в боях при овладении важными опорными пунктами обороны немцев на подступах к Данцигу и Гдыне — городами Тчев (Диршау), Вейхерово (Нойштадт) и выходе на побережье Данцигской бухты севернее Гдыни, занятии города Пуцк (Путциг)[13].
- За отличие в боях при овладении городом и военно-морской базой Гдыня — важной военно-морской базой и крупным портом на Балтийском море[14].
- За отличие в боях при овладении городом и крепостью Гданьск (Данциг) — важнейшим портом и первоклассной военно-морской базой немцев на Балтийском море[15].
- За отличие в боях при овладении главным городом Померании и крупным морским портом Штеттин, а также занятии городов Гартц, Пенкун, Казеков, Шведт[16].
- За отличие в боях при овладении городами Ратенов, Шпандау, Потсдам — важными узлами дорог и мощными опорными пунктами обороны немцев в Центральной Германии[17].
- За отличие в боях при овладении городами Штральзунд, Гриммен, Деммин, Мальхин, Варен, Везенберг — важными узлами дорог и сильными опорными пунктами обороны немцев[18].
- За отличие в боях при овладении городами Барт, Бад-Доберан, Нойбуков, Барин, Виттенберге и соединении 3 мая с союзными английскими войсками на линии Висмар, Виттенберге[19].
- За отличие в боях при овладении портом и военно-морской базой Свинемюнде — крупным портом и военно-морской базой немцев на Балтийском море[20].
- За отличие в боях при форсировании пролива Штральзундерфарвассер и овладении островом Рюген[21].

## Отличившиеся воины дивизии
- Беляков Иван Яковлевич, старший лейтенант, штурман эскадрильи 594-го штурмового авиационного полка 332-й штурмовой авиационной дивизии 4-й воздушной армии Указом Президиума Верховного Совета СССР от 18 августа 1945 года удостоен звания Герой Советского Союза. Золотая Звезда № 8230.
- Васильев Николай Константинович, капитан, командир эскадрильи 594-го штурмового авиационного полка 332-й штурмовой авиационной дивизии 4-й воздушной армии Указом Президиума Верховного Совета СССР от 15 мая 1946 года удостоен звания Герой Советского Союза. Золотая Звезда № 9027.
- Косолапов Валентин Иванович, капитан, командир эскадрильи 594-го штурмового авиационного полка 332-й штурмовой авиационной дивизии 4-й воздушной армии Указом Президиума Верховного Совета СССР от 15 мая 1946 года удостоен звания Герой Советского Союза. Золотая Звезда № 8103.
- Кабанов Константин Михайлович, лейтенант, старший лётчик 593-го штурмового авиационного полка 332-й штурмовой авиационной дивизии 4-й воздушной армии Указом Президиума Верховного Совета СССР от 18 августа 1945 года удостоен звания Герой Советского Союза. Золотая Звезда № 8231.
- Костин Василий Николаевич, капитан, помощник командира 811-го штурмового авиационного полка 332-й штурмовой авиационной дивизии 4-й воздушной армии Указом Президиума Верховного Совета СССР от 18 августа 1945 года удостоен звания Герой Советского Союза. Золотая Звезда № 8597.
- Кузнецов Иван Михайлович, капитан, командир эскадрильи 593-го штурмового авиационного полка 332-й штурмовой авиационной дивизии 4-й воздушной армии Указом Президиума Верховного Совета СССР от 15 мая 1946 года удостоен звания Герой Советского Союза. Золотая Звезда № 8094.
- Нагульян Мартирос Карапетович, лейтенант, командир звена 593-го штурмового авиационного полка 332-й штурмовой авиационной дивизии 4-й воздушной армии Указом Президиума Верховного Совета СССР от 18 августа 1945 года удостоен звания Герой Советского Союза. Посмертно.
- Строков Василий Захарович, лейтенант, командир звена 594-го штурмового авиационного полка 332-й штурмовой авиационной дивизии 4-й воздушной армии Указом Президиума Верховного Совета СССР от 15 мая 1946 года удостоен звания Герой Советского Союза. Золотая Звезда № 8099.
- Хухрин Алексей Васильевич, капитан, командир эскадрильи 593-го штурмового авиационного полка 332-й штурмовой авиационной дивизии 4-й воздушной армии Указом Президиума Верховного Совета СССР от 18 августа 1945 года удостоен звания Герой Советского Союза. Золотая Звезда № 7967.

## Базирование
| Период               | Место базирования |
| -------------------- | ----------------- |
| 04.1945 — 29.05.1945 | Анклам, Германия  |
| 29.05.1945 — 04.1946 | Польша            |